# Cá mút đá
Cá mút đá là một bộ cá gồm các họ cá không hàm, có thân hình ống và sống ký sinh. Các loài cá mút đá được tìm thấy ở bờ biển Đại Tây Dương của châu Âu và Bắc Mỹ, ở phía tây Địa Trung Hải, và Ngũ Đại Hồ. Cá mút đá thường sống ký sinh trên nhiều loại cá.

## Hình ảnh

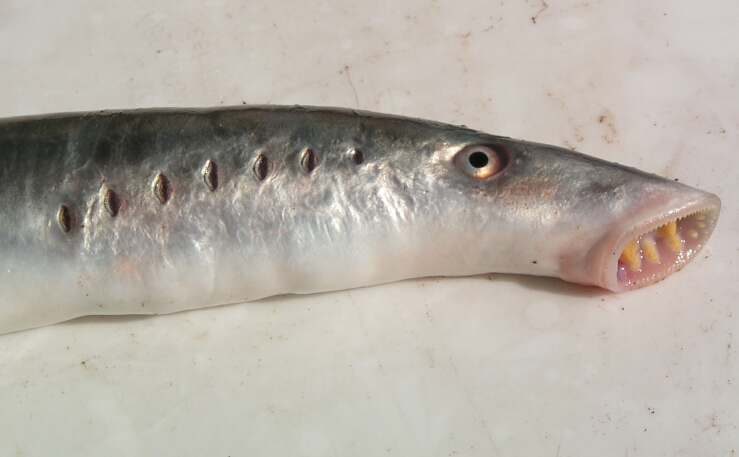
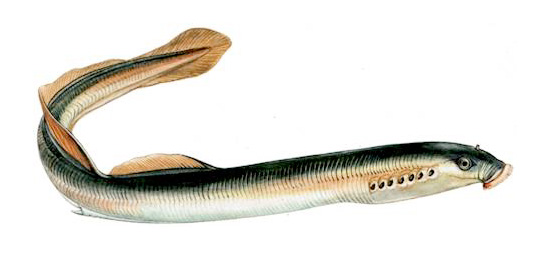
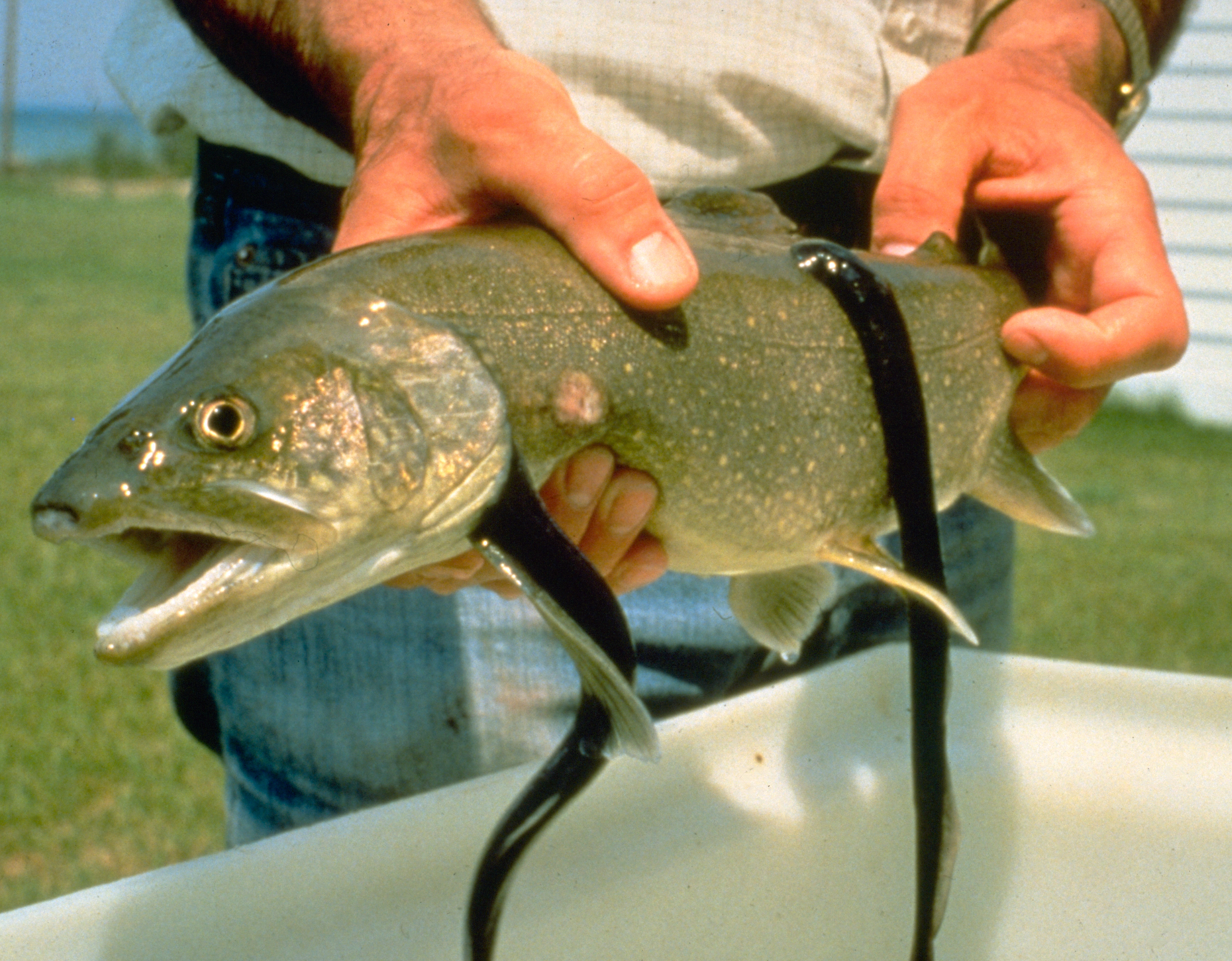